# Pholetesor terneicus
Pholetesor terneicus är en stekelart som beskrevs av Kotenko 2007. Pholetesor terneicus ingår i släktet Pholetesor och familjen bracksteklar. Inga underarter finns listade i Catalogue of Life.